# Strade statali in Italia (200-299)
- Alcune strade statali ricalcano il percorso di vie consolari romane: sono evidenziate in arancione pallido.

- Altre strade, invece, sono state dismesse dall'ANAS in periodi antecedenti al decreto legislativo n. 112 del 1998 (declassate o cedute a stati confinanti in seguito alla Seconda guerra mondiale): sono evidenziate in verde spento.

- Le strade che, attualmente, non fanno più parte dell'ANAS ma che sono gestite da regioni o province sono contrassegnate dalla dicitura ex davanti al simbolo; c'è però da tenere presente che, per quasi tutte le strade, l'attuale competenza ANAS è ridotta rispetto alla lunghezza originale dell'arteria stessa: le strade che sono in parte gestite dall'ANAS e in parte da altri enti non sono contrassegnate dalla scritta ex.

| Numerazione | Denominazione                                         | Lunghezza (km) | Percorso | Periodo            | Localizzazione                  |
| ----------- | ----------------------------------------------------- | --- | --- | ------------------ | ------------------------------- |
|             | dell'Anglona                                          | 28,847 | Sassari (fine centro abitato) - Sennori - Sorso - Innesto con la SS 134 presso Castelsardo | 1953-              | Sardegna                        |
|             | dell'Aeroporto di Fiumicino                           | 25,000 | Roma - Aeroporto Intercontinentale di Fiumicino | 1955-1969          | Lazio                           |
|             | Triestina                                             | 14,640 | Trieste molo VII - Svincolo di Cattinara con l'autostrada Sistiana-Rabuiese | 1955-              | Friuli-Venezia Giulia           |
|             | Triestina                                             | 3,450 | Svincolo di Cattinara con l'Autostrada Sistiana-Rabuiese - Svincolo di Padriciano con l'autostrada Sistiana-Rabuiese                                                                                            | 2012-              | Friuli-Venezia Giulia           |
|             | Triestina (detta anche "Nodo di Sistiana")            | 1,075 | Innesto con la SS 202 al km 28+000 presso Sistiana - Svincolo SP del Carso - Innesto SS 14 al km 138+000 | -1985              | Friuli-Venezia Giulia           |
|             | Strada Nord del Grappa                                | 16,000 | Innesto con la SS 50 a Seren - Monte Grappa | 1955-1957          | Veneto                          |
|             | Agordina                                              | 60,172 | Innesto con la SS 50 a Sedico - Vignole - Agordo - Alleghe - Innesto con la SS 48 a Cernadoi | 1957-2001          | Veneto                          |
|             | Agordina                                              | 7,260 | Innesto con la SS 203 a Vignole - Innesto con la SS 50 a Belluno | 1957-2001          | Veneto                          |
|             | Ortana                                                | 43,760 | Innesto con la SS 2 al km 82+500 in Viterbo - Orte - Innesto con la SS 3 ter presso Narni | 1960-2002          | Lazio, Umbria                   |
|             | Amerina                                               | 6,300 | Innesto con la SS 448 presso Baschi - Svincolo di Orvieto con l'A1 | 1960-2001 2004-    | Umbria                          |
|             | Pisana-Livornese                                      | 46,100 | Innesto con la SS 1 a San Pietro in Palazzi - Crocino - Torretta Nuova - Collesalvetti - Innesto con la SS 67 a Pisa                                                                                            | 1958-2001          | Toscana                         |
|             | Nettunense                                            | 37,700 | Innesto con la SS 7 presso Frattocchie - Cecchina - Aprilia - Anzio | 1960-2002          | Lazio                           |
|             | Strada della Verna                                    | 38,700 | Innesto con la SS 71 a Bibbiena - Chiusi della Verna - Innesto con la SS 3 bis a Pieve Santo Stefano | 1958-2001          | Toscana                         |
|             | Strada della Verna                                    | 3,300 | Innesto con la SS 208 a Chiusi della Verna - Santuario della Verna | 1958-2001          | Toscana                         |
|             | Valnerina                                             | 29,220 | Innesto con la SS 79 bis (fine centro abitato Terni) - Innesto con la SS 685 svincolo di Sant'Anatolia di Narco (km 53+340)                                                                                     | 1958-              | Umbria                          |
|             | Fermana-Faleriense                                    | 2,460 | Fine centro abitato di Porto San Giorgio - Inizio centro abitato di Fermo | 1958-2001 2018-    | Marche                          |
| 44,846      | Fermana-Faleriense                                    | 2° tronco: Inizio centro abitato di Fermo - Innesto con la ex SS 78 ad Amandola                                                                                         | | 1958-2001 2018-    | Marche                          |
|             | della Lomellina                                       | 80,896 | Innesto con la SS 35 bis a Pozzolo Formigaro - Svincolo SS 10 presso Tortona - Bivio per Sale - Pieve del Cairo - Mortara - Innesto con la SS 11 a Novara                                                       | 1958-2001          | Piemonte, Lombardia             |
|             | della Val Fortore                                     | 5,700 | 1º tronco: Innesto con la SS 372 a Benevento Nord - Innesto con la SS 212 var (km 5+700) | 1958-              | Campania, Molise                |
| 41,483      | della Val Fortore                                     | 2° tronco: Innesto con la SS 212 var (km 21+274) - Pesco Sannita - Reino - Colle Sannita - variante di Riccia - Innesto con la SS 645 presso ponte sul torrente Tappino | | 1958-              | Campania, Molise                |
| 14,750      | della Val Fortore                                     | 3º tronco: Innesto con la SS 645 presso ponte sul torrente Tappino - Pietracatella - Innesto con la SS 212 bis presso Sant'Elia a Pianisi                               | | 1958-              | Campania, Molise                |
|             | Variante di Pietrelcina                               | 15,574 | Innesto con la SS 212 (km 5+700) - Svincolo di Pesco Sannita - Svincolo di Reino - Rotatoria con la SP Beneventana                                                                                              | 2012-              | Campania                        |
|             | Santeliana                                            | 8,292 | Innesto con la SS 87 var (km 0+350) Stazione di Ripabottoni - Innesto con la SS 212 (km 94+850) presso Sant'Elia a Pianisi                                                                                      | 2019-              | Molise                          |
|             | Via Flacca                                            | 36,080 | Innesto con la SS 7 presso Terracina - Sperlonga - Bivio per Gaeta - Innesto con la SS 7 a Formia | 1959-2002          | Lazio                           |
|             | Maria e Isola Casamari                                | 29,600 | Sora (Isola del Liri) - Svincolo di Ferentino con l'A1 | 1960-2002 2019-    | Lazio                           |
|             | Tuscolana                                             | 39,420 | Roma Cinecittà - Frascati - Pedica - Macere - Innesto con la SS 600 (tratto Frascati-Pedica in comune con la SS 218)                                                                                            | 1960-2002          | Lazio                           |
|             | Maremmana III                                         | 27,080 | Innesto con la SS 6 presso San Cesareo - Frascati - Grottaferrata - Marino - Innesto con la SS 7 ad Albano | 1960-2002          | Lazio                           |
|             | Via dei Laghi                                         | 21,500 | Innesto con la SS 7 presso Ciampino - Bivio per Marino - Incrocio al km 23+000 della SS 216 - Lago di Albano - Innesto con la SS 7 a Velletri                                                                   | 1960-2002          | Lazio                           |
|             | Via Rocca di Papa                                     | 14,200 | Frascati - Bivio Pedica - Ponte Squarciarelli - Rocca di Papa - Innesto con la SS 7 ad Ariccia | 1960-2002          | Lazio                           |
|             | di Gubbio e Piandassino                               | 39,120 | Innesto con la SS 318 presso Branca - Gubbio - Innesto con la SS 3 bis presso il ponte di Assino | 1960-              | Umbria                          |
|             | Pievaiola                                             | 38,205 | Innesto con la SS 75 bis presso Perugia - Innesto con la SS 71 presso Città della Pieve | 1960-2001          | Umbria                          |
|             | di Monterchi                                          | 15,700 | Innesto con la SS 73 a Le Ville - Pocaia - Lerchi - Innesto con la SS 257 a Città di Castello | 1960-2001          | Toscana, Umbria                 |
|             | Chiantigiana                                          | 61,400 | Innesto con la SS 67 a Firenze - Grassina - Castellina in Chianti - Querciagrossa - Innesto con la SS 2 a Siena                                                                                                 | 1960-2001          | Toscana                         |
|             | di Paganico                                           | 72,330 | Innesto con la SS 1 presso Grosseto - Paganico - Svincolo con la SS 715 presso Siena | 1960-              | Toscana                         |
|             | di Marina di Pisa                                     | 25,410 | Innesto con la SS 1 a Livorno - Marina di Pisa - Innesto con la SS 1 a Pisa | 1960-2001          | Toscana                         |
|             | della Fontanabuona                                    | 29,305 | Chiavari - Cicagna - Gattorna - Innesto con la SS 45 presso Bargagli | 1960-2001 2018-    | Liguria                         |
|             | di Valle Scrivia                                      | 22,465 | Innesto con la SS 45 a Laccio - Montoggio - Casella - Innesto con la SS 35 a Busalla | 1960-2001          | Liguria                         |
|             | di Portofino                                          | 7,698 | Innesto con la SS 1 in Rapallo - Santa Margherita Ligure - Paraggi - Portofino | 1960-2001          | Liguria                         |
|             | del Lago di Viverone                                  | 20,370 | Innesto con la SS 26 ad Ivrea - Bollengo - Viverone - Innesto con la SS 593 presso Cavaglià | 1960-2001          | Piemonte                        |
|             | del Lago d'Orta                                       | 60,489 | Novara - Borgomanero - Lago d'Orta - Innesto con la SS 33 presso Gravellona Toce | 1960-2001 2021-    | Piemonte                        |
|             | di Massazza                                           | 39,466 | Innesto con la SS 143 presso Biella - Quinto Vercellese - Innesto con la SS 11 a Vercelli | 1960-2001          | Piemonte                        |
|             | di Santa Vittoria                                     | 6,503 | 1º tronco: Asti - Innesto con l'A33 presso Asti | 1960-              | Piemonte                        |
| 72,745      | di Santa Vittoria                                     | 2º tronco: Innesto con l'A33 presso Asti - Molini d'Isola - Canove di Govone - Alba - Bra - Fossano - Innesto con la SS 20 presso Cuneo                                 | | 1960-              | Piemonte                        |
|             | Panoramica Zegna                                      | 44,114 | Innesto con la SS 230 al bivio Cascina Donna - Mottalciata - Cossato - Crocemosso - Trivero - Bocchetto di Sessera                                                                                              | 1960-2001          | Piemonte                        |
|             | Varesina                                              | 18,266 | Innesto con la SS 341 presso Varese (fine traversa interna) - Confine di stato con la Svizzera a Ponte Tresa | 1960-              | Lombardia                       |
|             | Codognese                                             | 72,395 | Innesto con la SS 35 a Pavia - Codogno - Innesto con la SS 10 a Cremona | 1960-2001          | Lombardia                       |
|             | di Orzinuovi                                          | 98,790 | Innesto con la SS 35 a Pavia - Crema - Innesto con la SS 11 presso Brescia | 1960-2001          | Lombardia                       |
|             | Goitese                                               | 56,900 | Innesto con la SS 236 bis in località Corte Gombetto - Goito - Innesto con la SS 11 presso Brescia | 1960-2001          | Lombardia                       |
|             | Goitese                                               | 5,523 | Innesto con la SS 10 in località Lunetta di Mantova - Innesto con la SS 236 in località Corte Gombetto | 1991-2001          | Lombardia                       |
|             | del Caffaro                                           | 54,598 | Confine con la regione Lombardia - Tione di Trento - Innesto con la SS 45 bis presso Sarche di Calavino | 1960-              | Trentino-Alto Adige             |
|             | delle Palade                                          | 37,229 | Innesto con la SS 42 a Fondo - Passo delle Palade- Innesto con la SS 38 in Merano | 1960-              | Trentino-Alto Adige             |
|             | delle Palade                                          | 1,186 | Innesto con la SS 238 presso Fondo - Innesto con la SS 42 a Fondo | ?-                 | Trentino-Alto Adige             |
|             | delle Palade                                          | 0,026 | Innesto con la SS 238 presso Fondo - Innesto con la SS 42 a Fondo | ?-                 | Trentino-Alto Adige             |
|             | di Campiglio                                          | 47,450 | Innesto con la SS 42 a Dimaro - Madonna di Campiglio - Tione di Trento | 1960-              | Trentino-Alto Adige             |
|             | di Loppio e Val di Ledro                              | 52,250 | Innesto con la SS 42 a Rovereto - Nago - Riva del Garda - Bezzecca - Storo | 1960-              | Trentino-Alto Adige             |
|             | Bretella di Mori                                      | 4,550 | Svincolo di Rovereto Sud - Lago di Garda Nord con l'A22 - Innesto con la SS240 presso Mori | ?-                 | Trentino-Alto Adige             |
|             | di Loppio e Val di Ledro                              | 5,662 | Diramazione da Nago - Innesto con la SS 45 bis variante di Arco (km 118+930) | 1960-              | Trentino-Alto Adige             |
|             | di Val d'Ega e Passo di Costalunga                    | 35,848 | Innesto con la SS 12 a Cardano - Ponte Nova - Passo di Costalunga - Innesto con la SS 48 (km 52+730) | 1960-              | Trentino-Alto Adige             |
|             | di Val Gardena e Passo Sella                          | 30,900 | Innesto con la SS 12 a Ponte Gardena - Ortisei - Passo Sella - Innesto con la SS 48 presso Canazei | 1960-              | Trentino-Alto Adige             |
|             | della Val Gardena e Passo Sella                       | 16,048 | Innesto con la SS 12 presso Chiusa - Innesto con la SS 242 in località Pontives presso Ortisei | 1968-              | Trentino-Alto Adige             |
|             | del Passo Gardena                                     | 15,180 | Plan - Passo Gardena - Corvara in Badia | 1960-              | Trentino-Alto Adige             |
|             | della Val Badia                                       | 38,920 | Innesto con la SS 49 presso Brunico - Passo di Campolongo - Confine con la regione Veneto | 1960-              | Trentino-Alto Adige             |
|             | Castellana                                            | 50,100 | Innesto con la SS 13 a Mestre - Resana - Castelfranco Veneto - Innesto con la SS 47 a Rosà | 1960-2001          | Veneto                          |
|             | di Recoaro                                            | 42,645 | Innesto con la SS 11 presso Montecchio Maggiore - Valdagno - Recoaro - Innesto con la SS 46 presso Valli del Pasubio                                                                                            | 1960-2001          | Veneto                          |
|             | Riviera                                               | 46,442 | Innesto con la SS 11 a Vicenza - Longare - Innesto con la SS 10 presso Este | 1960-2001          | Veneto                          |
|             | Schiavonesca-Marosticana                              | 79,950 | Vicenza - Marostica - Bassano del Grappa - Innesto con la SS 13 presso Ponte della Priula | 1960-2001          | Veneto                          |
|             | Gardesana Orientale                                   | 10,108 | Confine con la regione Veneto - Innesto con la SS 45 bis variante di Arco (km 116+778) | 1960-              | Trentino-Alto Adige             |
|             | delle Terme Euganee                                   | 14,080 | Innesto con la SS 11 presso Brentelle di Sopra - Abano Terme - Innesto con la SS 16 presso il ponte di Mezzavia                                                                                                 | 1960-2001          | Veneto                          |
|             | della Val di Zoldo e Val Cellina                      | 154,860 | Innesto con la SS 14 a Portogruaro - Pordenone - Maniago - Cimolais - Longarone - Zoldo - Forcella Staulanza - Innesto con la SS 203 presso Rucavà                                                              | 1960-2008          | Veneto, Friuli-Venezia Giulia   |
|             | di Palmanova                                          | 44,948 | Innesto con la SS 13 a Codroipo - Palmanova - Gradisca | 1960-2008          | Friuli-Venezia Giulia           |
|             | San Vitale                                            | 71,970 | Innesto con la SS 9 a Bologna - Castenaso - Sesto Imolese - Lugo - Bagnacavallo - Innesto con la SS 16 presso Ravenna                                                                                           | 1960-2001 2021-... | Emilia-Romagna                  |
|             | Trasversale di Pianura                                | ? | ? | 2021-              | Emilia-Romagna                  |
|             | di Cervia                                             | 23,997 | Innesto con la SS 67 in località Ospedaletto di Forlì - Castiglione di Cervia - Innesto con la SS 16 a Cervia                                                                                                   | 1960-2001          | Emilia-Romagna                  |
|             | di San Matteo Decima                                  | 64,633 | Innesto con la SS 9 a Modena - Nonantola - San Giovanni in Persiceto - Cento - Sant'Agostino - Mirabello - Vigarano - Bivio Cassana                                                                             | 1960-2001          | Emilia-Romagna                  |
|             | Muccese                                               | 38,650 | Innesto con la SS 77 a Muccia - Innesto con la SS 76 a Borgo Tufico | 1960-2001 2018-    | Marche                          |
|             | Apecchiese                                            | 53,900 | Innesto con la SS 221 a Città di Castello - Innesto con la SS 3 ad Acqualagna | 1960-2001          | Umbria, Marche                  |
|             | Marecchia                                             | 86,600 | Innesto con la SS 73 a Sansepolcro - Passo di Viamaggio - Badia Tedalda - Bivio Pennabilli - Novafeltria - Innesto con la SS 16 a Rimini                                                                        | 1960-2001 2021-    | Toscana, Marche, Emilia-Romagna |
|             | Vibrata                                               | 27,670 | Innesto con la SS 16 presso Alba Adriatica - Innesto con la SP 259 presso Sant'Egidio alla Vibrata - Innesto con la SS 81 presso Ascoli Piceno                                                                  | 1960-2001 2018-    | Abruzzo, Marche                 |
|             | Picente                                               | 48,330 | Innesto con la SS 80 presso Cermone - Innesto con la SS 4 presso bivio per S. Giusta | 1960-              | Abruzzo, Lazio                  |
|             | Picente                                               | 15,910 | Innesto con la SS 260 presso Marana - Innesto con la SS 80 presso il Passo delle Capannelle | 2018-              | Abruzzo                         |
|             | Subequana                                             | 35,710 | Innesto con la SS 17 presso San Gregorio - San Demetrio - Fontecchio - Acciano - Innesto con la SS 5 presso Molina Aterno                                                                                       | 1960-2001          | Abruzzo                         |
|             | di Campli                                             | 37,020 | Innesto con la SS 16 presso Giulianova Bagni - Giulianova - Montone - Bellante - Camera - Campli - Innesto con la SS 81 presso Campovalano                                                                      | 1960-2001          | Abruzzo                         |
|             | di Campli                                             | 6,020 | Innesto con la SS 262 - Mosciano Sant'Angelo - Innesto con la SS 80 presso stazione di Mosciano | 1960-2001          | Abruzzo                         |
|             | di Val di Foro e di Bocca di Valle già di Val di Foro | 31,030 | Innesto con la SS 16 presso Francavilla - Innesto con la SS 539 presso Torre di Colle | 1960-2001 2018-    | Abruzzo                         |
|             | del Basso Volturno                                    | 40,764 | Innesto con la SS 87 presso Piana di Caiazzo - Capua - Grazzanise - Innesto con la SS 7 quater presso Castel Volturno - Innesto con la SS 87 presso Piana di Caiazzo                                            | 1960-2001          | Campania                        |
|             | dei Ponti della Valle                                 | 53,500 | Innesto con la SS 87 presso Amorosi - Dugenta - Maddaloni - Tratto presso Marcianise in comune con la SS 87 - Svincolo con la SS 7 bis/dir presso Casaluce - Innesto con la SS 162 presso Giugliano in Campania | 1960-2001 2022-    | Campania                        |
|             | Nocerina                                              | 12,300 | Innesto con la SS 88 a Mercato San Severino - Castel San Giorgio - Innesto con la SS 18 a Nocera Inferiore | 1960-2001          | Campania                        |
|             | del Cilento                                           | 57,705 | Innesto con la SS 18 al Bivio stazione di Ogliastro - Agropoli - Castellabate - Acciaroli - Innesto con la SS 18 al bivio Stazione di Vallo della Lucania-Castelnuovo                                           | 1960-2001          | Campania                        |
|             | del Vesuvio                                           | 27,200 | Innesto con la ex SS 162 dir presso Cercola - Innesto con la SP "Ortalonga" presso Angri | 1960-              | Campania                        |
|             | del Vesuvio                                           | 1,710 | Innesto con la SS 268 presso Ottaviano - Svincolo di Palma Campania con l'A30 | 2004-              | Campania                        |
|             | del Faito                                             | 15,838 | Innesto con la SS 145 a Vico Equense - Bonca - Nassa - Mojano - Belvedere al Monte Faito | 1960-2001          | Campania                        |
|             | dell'Ischia Verde                                     | 30,050 | Anello circolare dell'isola di Ischia | 1960-2001          | Campania                        |
|             | dell'Ischia Verde                                     | 0,416 | Innesto con la SS 270 - Porto d'Ischia | 1964-2001          | Campania                        |
|             | di Cassano                                            | 60,160 | Innesto con la SS 16 a Bari - Bitritto (Superstrada Bari-Bitritto) - Sannicandro - Cassano - Innesto con la SS 7 presso Matera                                                                                  | 1960-2001          | Puglia, Basilicata              |
|             | di San Giovanni Rotondo                               | 56,100 | San Severo (fine centro abitato) - San Marco in Lamis - San Giovanni Rotondo - Monte Sant'Angelo (inizio centro abitato)                                                                                        | 1960-              | Puglia                          |
|             | Candelarese                                           | 18,000 | San Giovanni Rotondo - Innesto con la SS 89 al km 181+250 presso il torrente Candelaro | 1960-2001          | Puglia                          |
|             | Salentina Meridionale già Salentina di Patù           | 42,000 | Innesto con la SS 101 a Gallipoli - Bivio di Taviano - Svincolo di Ugento - Svincolo con la SS 275 presso Marina di Leuca                                                                                       | 1960-              | Puglia                          |
|             | di Santa Maria di Leuca                               | 38,700 | Innesto con la SS 16 presso Maglie - Nociglia - Lucugnano - Alessano - Montesardo - Innesto con la ex SS 173 presso Santa Maria di Leuca                                                                        | 1960-              | Puglia                          |
|             | dell'Alto Agri                                        | 1,000 | Innesto con la SS 95 (km 30+834) presso Brienza - Svincolo con la SS 598 (km 13+600) presso Brienza | 1960-              | Basilicata                      |
|             | dell'Alto Agri                                        | 17,645 | Bivio Tramutola - innesto con la SS 103 presso Montesano sulla Marcellana al km 12+300 | 1960-2001          | Basilicata, Campania            |
|             | di Calle                                              | 65,400 | Innesto con la SS 96 al km 30+000 - Borgata Calle - Scalo Grassano - Garaguso - Accettura - Innesto con la SS 103 al km 115+700                                                                                 | 1960-2001          | Basilicata                      |
|             | di Potame                                             | 41,550 | Innesto con la SS 19 a Cosenza - Carolei - Bivio Potame - Bivio Lago Terrati - San Pietro in Amantea - Innesto con la SS 18 in Amantea                                                                          | 1960-2002          | Calabria                        |
|             | Silana di Rose                                        | 44,618 | Innesto con la SS 19 presso Cosenza - Rose - Tratto presso Moccone in comune con la SS 648 - Innesto con la SS 107 allo svincolo di Moccone                                                                     | 1960-2002          | Calabria                        |
|             | di Monte Curcio                                       | 2,200 | Innesto con la SS 279 allo svincolo di Moccone - Stazione sciovia di Monte Curcio - Innesto con la SS 678 a Camigliatello                                                                                       | 1990-2002          | Calabria                        |
|             | dei Due Mari                                          | 33,665 | Innesto con la SS 18 presso scalo di Sant'Eufemia Lamezia - Ponte sul fiume Amato - Innesto con la SS 109 bis presso Sansinato                                                                                  | 1960-              | Calabria                        |
|             | di Germaneto                                          | 5,740 | Innesto con la SS 280 presso lo svincolo di Germaneto - Innesto con la SP 48 | 2012-              | Calabria                        |
|             | dei Due Mari                                          | 3,760 | Innesto con la SS 280 - Innesto con la SS 19 presso Catanzaro | 1967-1990          | Calabria                        |
|             | del Passo di Limina                                   | 58,050 | Innesto con la SS 18 a Rosarno - Melicucco - Polistena - Cinquefrondi - Passo della Limina - Mammola - Bivio di Catalisano - Innesto con la SS 106 a Marina di Gioiosa Ionica                                   | 1960-2002          | Calabria                        |
|             | delle Fossiate                                        | 44,760 | Innesto con la SS 177 presso il Lago Cecita - Bivio Vivaio Sbanditi - Fossiate - Bocchigliero - Innesto con la SS 108 ter presso Campana                                                                        | 1960-2002          | Calabria                        |
|             | delle Terme Luigiane                                  | 27,385 | 1º tratto: Scoglio della Regina - Innesto con la SP 270 presso il Bivio di San Marco Argentano | 1960-              | Calabria                        |
| 19,437      | delle Terme Luigiane                                  | 2º tronco: Innesto con la SP 270 presso il Bivio di Cimino - Innesto con la SS 534 presso la stazione di Cassano allo Jonio                                             | | 1960-              | Calabria                        |
|             | della Stazione di San Marco Roggiano                  | 6,140 | Innesto con la SP 270 presso il Bivio di San Marco Argentano - Innesto con la SP 123 presso la stazione di San Marco Roggiano                                                                                   | 2012-              | Calabria                        |
|             | Raccordo di Acquappesa                                | 0,850 | Innesto con la SS 18 al Bivio di Intavolata - Innesto con la SS 283 ad (km 0+000) | 2012-2015          | Calabria                        |
|             | Occidentale Etnea                                     | 44,524 | Innesto con la SS 120 presso Randazzo - Bronte - Innesto con la SS 121 presso Paternò | 1960-              | Sicilia                         |
|             | di Caccamo                                            | 31,140 | Termini Imerese - Caccamo - Roccapalumba - Innesto con la SS 121 (km 198+100) | 1960-              | Sicilia                         |
|             | di Castelbuono                                        | 42,380 | Innesto con la SS 113 al Bivio Malpertugio - Castelbuono - Geraci Siculo - Innesto con la SS 120 al bivio Geraci                                                                                                | 1960-              | Sicilia                         |
|             | di Noto                                               | 24,085 | Innesto con la SS 124 presso Palazzolo Acreide - Bivio Villa Vela - San Giovanni - Innesto con la SS 115 a Noto                                                                                                 | 1960-              | Sicilia                         |
|             | di Aidone                                             | 51,900 | Innesto con la SS 192 presso Bivio Iannarello - Aidone - Innesto con la SS 117 bis a Madonna della Noce (Piazza Armerina)                                                                                       | 1960-              | Sicilia                         |
|             | di Cesarò                                             | 52,530 | Innesto con la SS 113 presso Sant'Agata di Militello - San Fratello - Ciccardo - Bivio San Teodoro - Innesto con la SS 120 a Cesarò                                                                             | 1960-              | Sicilia                         |
|             | di Alimena                                            | 47,520 | Innesto con la SS 120 presso Petralia Soprana - Fasanò - Alimena - Granieri - Bivio Villa Priolo - Calascibetta - Innesto con la SS 121 presso la stazione di Enna                                              | 1960-              | Sicilia                         |
|             | della Nurra                                           | 18,987 | Innesto con la SS 291 var - Innesto con la SS 127 bis presso Fertilia | 1960-              | Sardegna                        |
|             | della Nurra                                           | 23,753 | Innesto con la ex SS 131 presso Sassari - Svincolo con la SP 19 bis presso Olmedo - Svincolo di Mamuntanas con la SS 291 var/A                                                                                  | 2013-              | Sardegna                        |
|             | della Nurra                                           | 1,642 | Innesto con la SS 291 var presso lo svincolo di Mamuntanas - Innesto con la SS 127 bis in località Rudas | 2014-              | Sardegna                        |
|             | del Calich già del Calik                              | 4,018 | Innesto con la SS 291 (km 33+000) - Innesto con la SP Due Mari | 2010-              | Sardegna                        |
|             | Nord Occidentale Sarda                                | 131,398 | Alghero (fine centro abitato) - Villanova Monteleone - Padria - Innesto con la SS 129 bis presso Suni - Tresnuraghes - Cuglieri - Riola - Nurachi - Innesto con la SS 131 (km 99+850) presso Oristano           | 1960-              | Sardegna                        |
|             | Nord Occidentale Sarda                                | 12,640 | Innesto con la SS 292 presso Padria - Innesto con la SS 131 presso Cossoine | 1960-              | Sardegna                        |
|             | di Giba                                               | 66,772 | Innesto con la SS 131 al Bivio Villasanta - Samassi - Pimpisu - Vallermosa - Siliqua - Cantoniera di Acquafredda - Acquacadda - Nuxis - Piscinas - Innesto con la SS 195 a Giba                                 | 1960-              | Sardegna                        |
|             | della Val di Scalve                                   | 59,428 | Innesto con la SS 42 a Forno d'Allione - Passo del Vivione - Svincolo con la SS 42 presso Boario Terme | 1960-2001 2020-    | Lombardia                       |
|             | di Aritzo                                             | 31,066 | Innesto con la SS 128 presso la cantoniera Sa Codina - Aritzo - Innesto con la SS 128 presso la cantoniera Ortuabis                                                                                             | 1960-              | Sardegna                        |
|             | della Scafa                                           | 6,860 | Fine competenza ADR - Innesto con la SS 8 | 1960-2002 2019-    | Lazio                           |
|             | del Lago Olimpico                                     | 6,080 | Innesto con la SS 140 in località Pagnanelli - Pian del Lago - Innesto con la SS 140 dir - Innesto con la SS 217 in località Costa Caselle                                                                      | 1960-2002          | Lazio                           |
|             | dell'Emissario                                        | 2,450 | Innesto con la SS 297 al km 1+680 in località Pian del Lago - Termine dopo complessivi km 2+445 (strada senza sbocco)                                                                                           | 1968-2002          | Lazio                           |
|             | Eugubina                                              | 42,360 | Innesto con la SS 3 a Scheggia - Gubbio - Innesto con la SS 3 bis presso Perugia | 1960-2001          | Umbria                          |
|             | di Alagna                                             | 93,000 | Innesto con la SS 142 a Ponte Nuovo presso Gattinara - Borgosesia - Varallo - Alagna | 1960-2001          | Piemonte                        |